# Élection du président de la chambre des représentants des États-Unis d'octobre 2023
Les élections du président de la chambre des représentants des États-Unis se tiennent à partir du 17 octobre 2023 à la suite de la destitution de Kevin McCarthy par une motion de vacance portée dans son propre groupe par le Freedom Caucus.
Ces élections interviennent seulement neuf mois après l'élection du Speaker en janvier 2023 qui a déjà nécessité quinze tours de vote afin de permettre l'élection de Kevin McCarthy. Lors de ce scrutin, le Freedom Caucus représentant la frange radicale trumpiste du parti républicain a déjà montré son décalage avec le reste du parti en nécessitant l'obtention de concessions, dont celle de pouvoir initier une motion de vacance du Speaker à partir d'un seul vote,.
Après quatre scrutins et autant de candidats républicains, le représentant de Louisiane Mike Johnson issu de la frange trumpiste du parti républicain, est finalement élu 56e président de la chambre des représentants le 25 octobre 2023, trois semaines après l'éviction de son prédécesseur,.

## Candidats

### Groupe démocrate
Comme en janvier 2023 après le retrait de Nancy Pelosi en tant que cheffe de la minorité et présidente du groupe démocrate à la chambre, le représentant de New York Hakeem Jeffries ayant été élu à ces positions est de nouveau proposé à l'unanimité par le caucus démocrate comme candidat à la présidence de la chambre.

### Groupe républicain

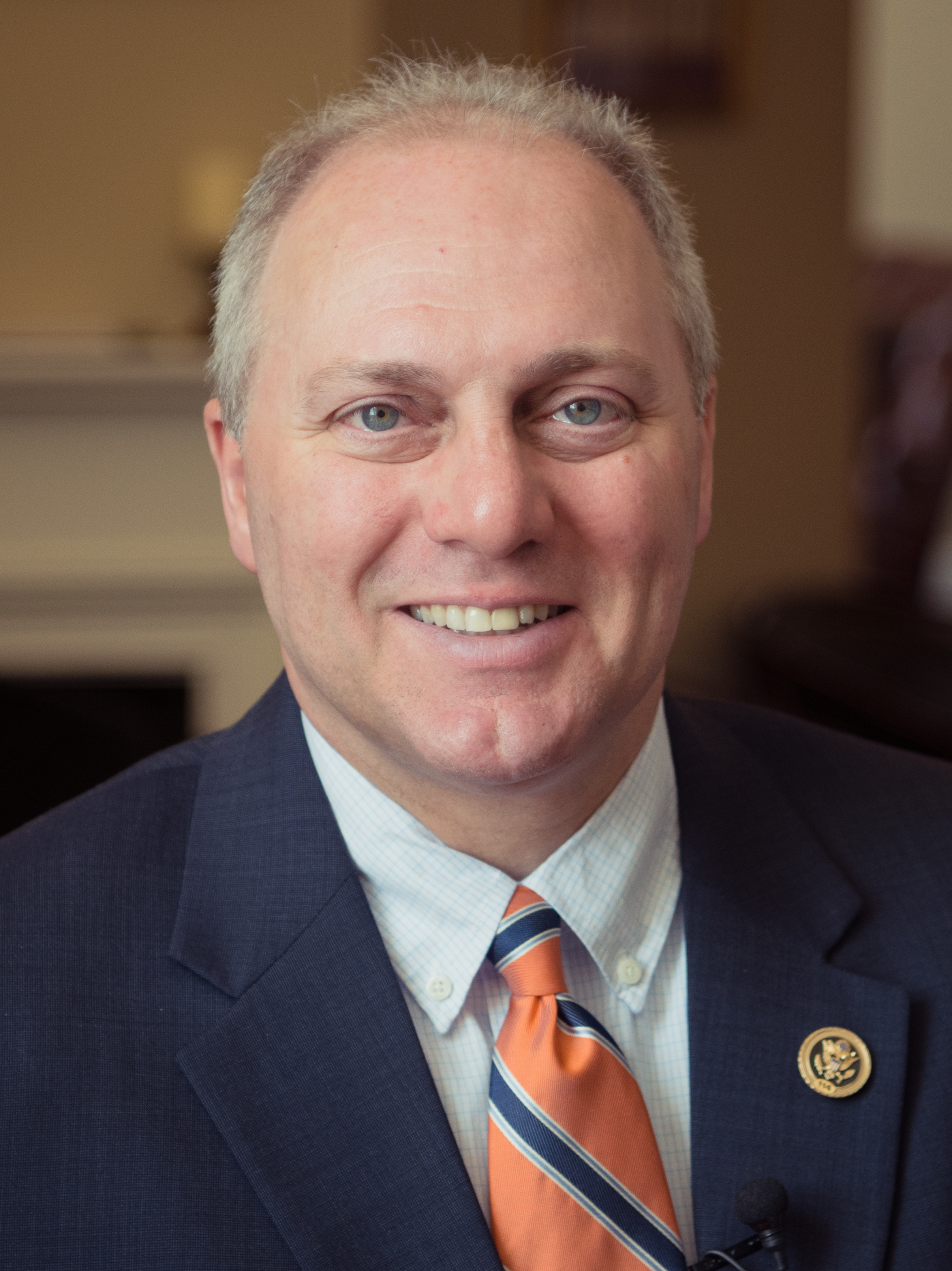
Steve Scalise (58 ans), chef de la majorité républicaine à la chambre et représentant de la Louisiane depuis 2008.
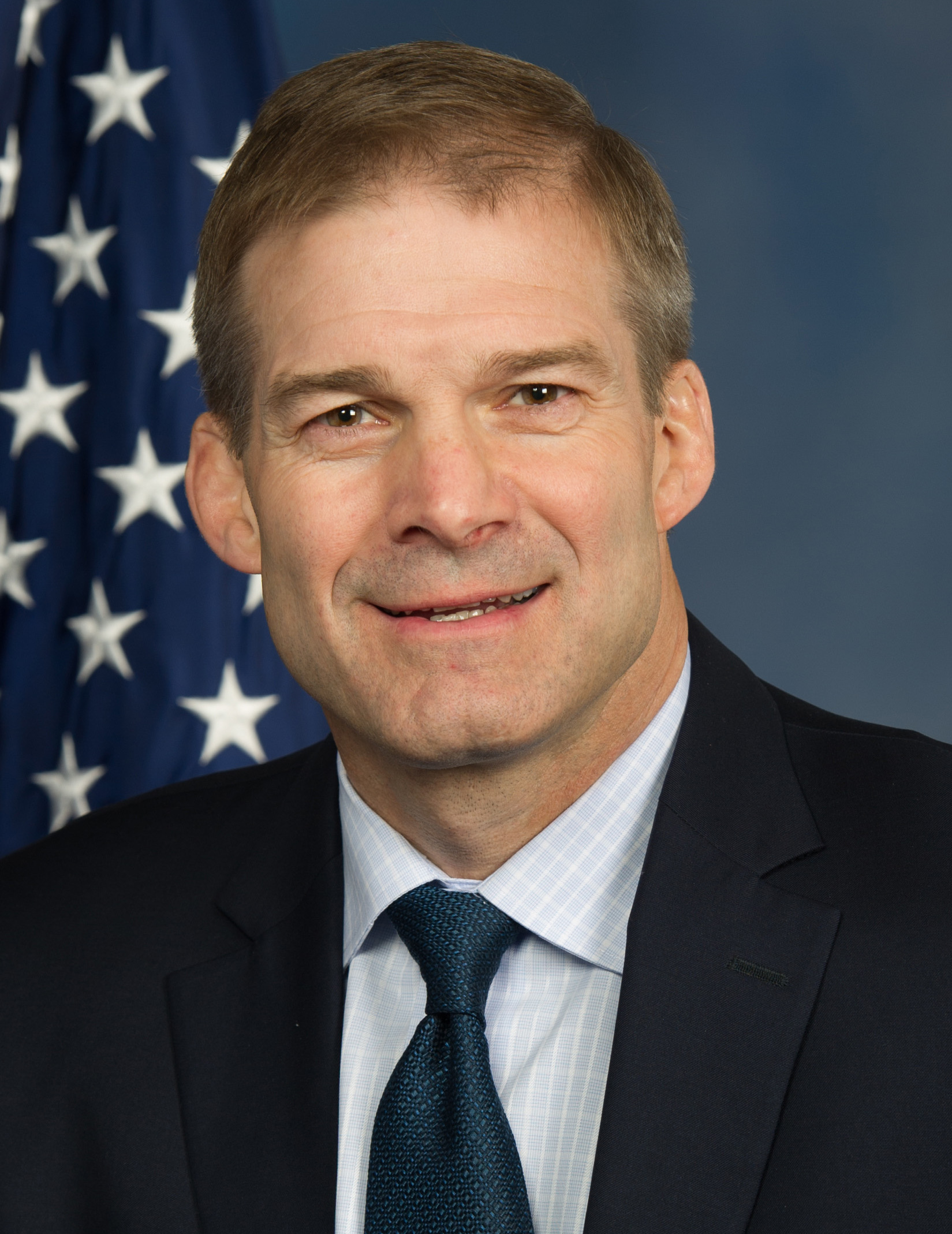
Jim Jordan (59 ans), représentant de l'Ohio depuis 2007 et président de la commission judiciaire à la chambre depuis 2023.
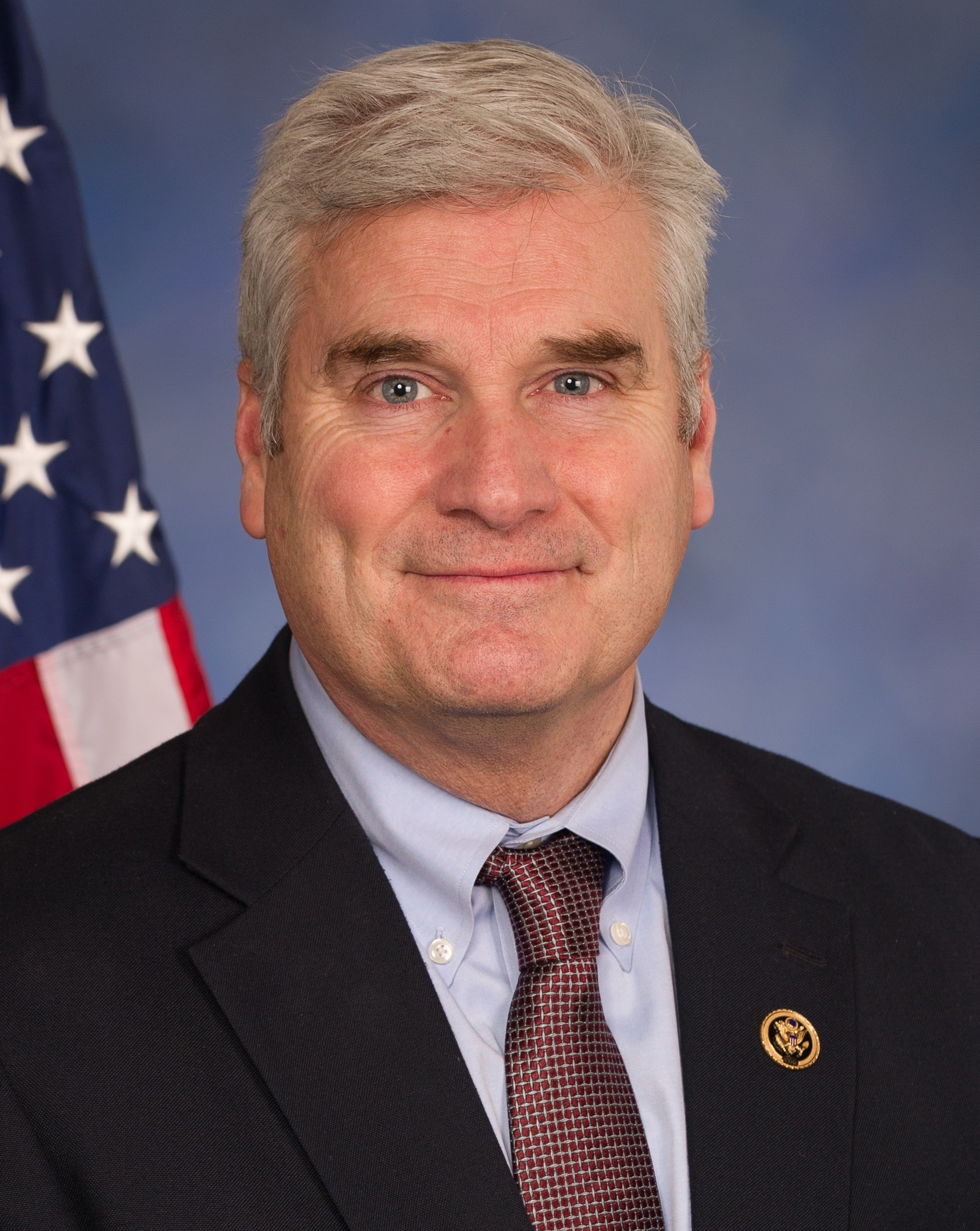
Tom Emmer (62 ans), représentant du Minnesota depuis 2015 et Whip de la majorité républicaine à la chambre depuis 2023.
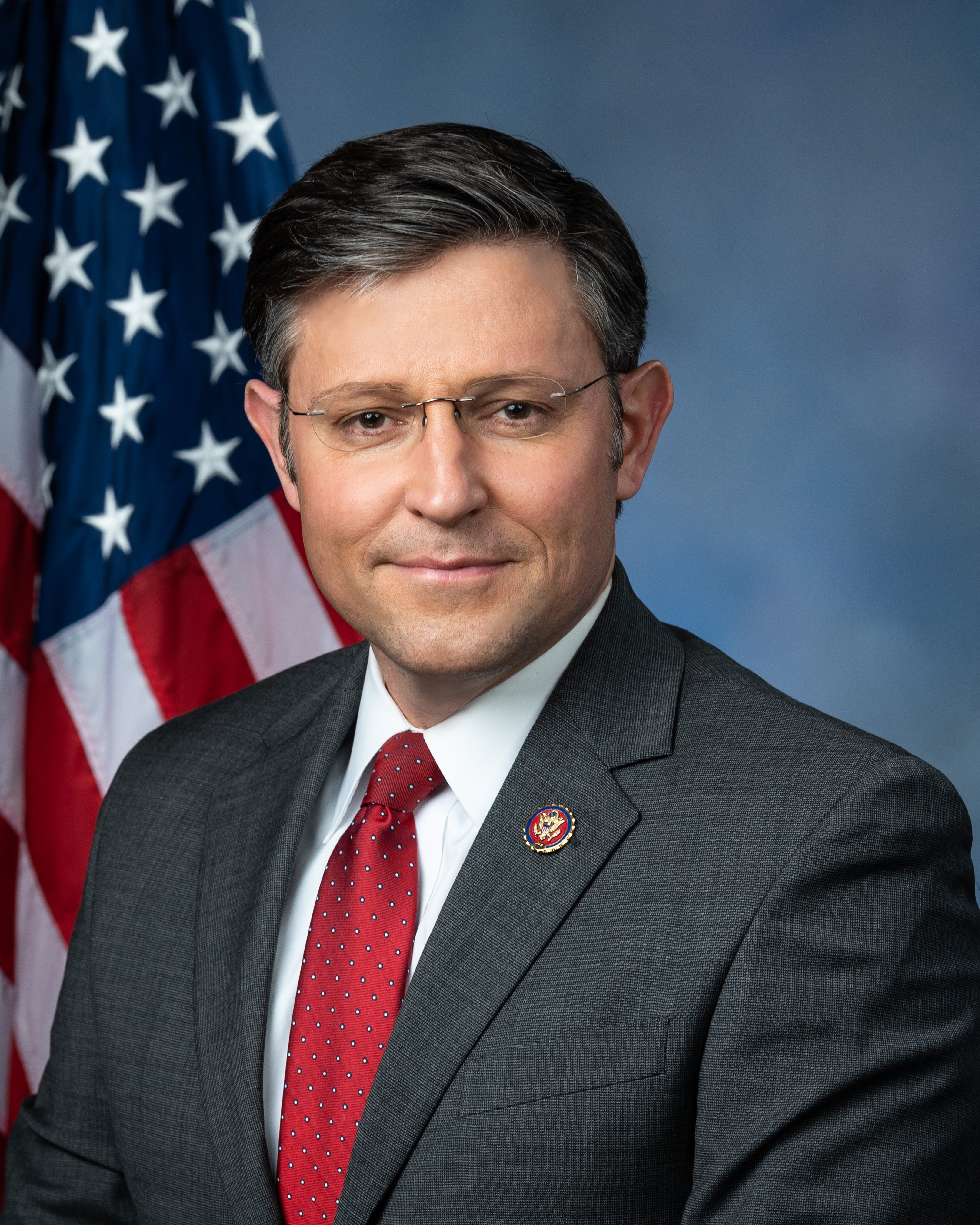
Mike Johnson (51 ans), représentant de la Louisiane depuis 2017. Plus jeune candidat nommé mais également celui avec le moins d'expérience[6].

#### Candidature de Steve Scalise
La première candidature qui émerge au sein du parti républicain est celle de Steve Scalise, représentant pour la Louisiane et chef de la majorité républicaine à la chambre. Il remporte un premier vote informel auprès des représentants républicains battant son premier rival Jim Jordan le 11 octobre. Néanmoins, il n'obtient qu'une majorité relative lors de ce vote laissant entendre que celui pour la présidence ne serait pas garanti. Le jour suivant, il retire sa candidature avant même qu'un vote soit proposé à la chambre n'ayant pas recueilli un nombre de soutien suffisant pour poursuivre.

#### Candidature de Tom Emmer
Après le vote informel du 20 octobre parmi les républicains provocant l'éviction de Jordan et sa candidature au poste de Speaker, de nouveaux votes ont lieu. Ils portent Tom Emmer, élu du Minnesota et troisième membre au rang le plus élevé du groupe républicain à la chambre. Il représente une faction modéré de l'establishment du parti. Sa nomination suscite la critique de la faction trumpiste du parti ainsi que l'attribution du quolibet de « RINO » par Donald Trump sur son réseau social Truth Social - en effet, Emmer fait partie des républicains ne s'étant pas opposé à la ratification des résultats de l'élection présidentielle de 2020.

#### Candidature de Mike Johnson
Quelques heures après la désignation de Emmer comme candidat pour la présidence, celui-ci se désiste du fait qu'il ne parvient pas à réunir suffisamment de soutiens à sa nomination lors d'un nouveau vote informel - une vingtaine de représentants s'y opposant.

## Résultats

### Scrutins du 17 au 20 octobre
Après la nomination de Hakeem Jeffries pour les démocrates et la nomination de Jim Jordan pour les républicains, le premier scrutin pour l'élection du président a lieu le 17 octobre. Deux sièges à la chambre sont vacants à ce moment - le 1er district de Rhode Island et le 2e district de l'Utah. Lors de ce premier vote, vingt représentants républicains votent finalement pour un autre candidat que Jordan.
| Parti            | Parti            | Candidat         | Candidat         | 1er scrutin | 1er scrutin | 2e scrutin | 2e scrutin | 3e scrutin | 3e scrutin |
| Parti            | Parti            | Nom              | État             | Voix        | %           | Voix       | %          | Voix       | %          |
| ---------------- | ---------------- | ---------------- | ---------------- | ----------- | ----------- | ---------- | ---------- | ---------- | ---------- |
|                  | Démocrate        | Hakeem Jeffries  | NY               | 212         | 49,1        | 212        | 49         | 210        | 49         |
|                  | Républicain      | Jim Jordan       | OH               | 200         | 46,3        | 199        | 46         | 194        | 45,2       |
|                  | Républicain      | Steve Scalise    | LA               | 7           | 1,6         | 7          | 1,6        | 8          | 1,9        |
|                  | Républicain      | Patrick McHenry  | NC               |             |             |            |            | 6          | 1,4        |
|                  | Républicain      | Lee Zeldin       | NY               | 3           | 0,7         | 3          | 0,7        | 4          | 0,9        |
|                  | Républicain      | Kevin McCarthy   | CA               | 6           | 1,4         | 5          | 1,2        | 2          | 0,5        |
|                  | Républicain      | Byron Donalds    | FL               |             |             | 1          | 0,2        | 2          | 0,5        |
|                  | Républicain      | Tom Emmer        | MN               | 1           | 0,2         | 1          | 0,2        | 1          | 0,2        |
|                  | Républicain      | Mike Garcia      | CA               | 1           | 0,2         | 1          | 0,2        | 1          | 0,2        |
|                  | Républicain      | Bruce Westerman  | AR               |             |             | 1          | 0,2        | 1          | 0,2        |
|                  | Républicain      | John Boehner     | OH               |             |             | 1          | 0,2        |            |            |
|                  | Républicain      | Kay Granger      | TX               |             |             | 1          | 0,2        |            |            |
|                  | Républicain      | Candice Miller   | MI               |             |             | 1          | 0,2        |            |            |
|                  | Républicain      | Tom Cole         | OK               | 1           | 0,2         |            |            |            |            |
|                  | Républicain      | Thomas Massie    | KY               | 1           | 0,2         |            |            |            |            |
|                  |                  |                  |                  |             |             |            |            |            |            |
| Total            | Total            | Total            | Total            | 432         | 99,3        | 433        | 99,5       | 429        | 98,6       |
| Votants          | Votants          | Votants          | Votants          | 435         | 100         | 435        | 100        | 435        | 100        |
| Absents          | Absents          | Absents          | Absents          | 1           | 0,2         | 0          | 0          | 4          | 0,9        |
| Sièges vacants   | Sièges vacants   | Sièges vacants   | Sièges vacants   | 2           | 0,5         | 2          | 0,5        | 2          | 0,5        |
| Majorité requise | Majorité requise | Majorité requise | Majorité requise | 217         | >50         | 217        | >50        | 215        | >50        |

### Scrutin du 25 octobre
| Parti            | Parti            | Candidat         | Candidat         | 4e scrutin | 4e scrutin |
| Parti            | Parti            | Nom              | État             | Voix       | %          |
| ---------------- | ---------------- | ---------------- | ---------------- | ---------- | ---------- |
|                  | Républicain      | Mike Jonhson     | LA               | 220        | 51,3       |
|                  | Démocrate        | Hakeem Jeffries  | NY               | 209        | 48,7       |
|                  |                  |                  |                  |            |            |
| Total            | Total            | Total            | Total            | 429        | 98,6       |
| Votants          | Votants          | Votants          | Votants          | 435        | 100        |
| Absents          | Absents          | Absents          | Absents          | 4          | 0,9        |
| Sièges vacants   | Sièges vacants   | Sièges vacants   | Sièges vacants   | 2          | 0,5        |
| Majorité requise | Majorité requise | Majorité requise | Majorité requise | 215        | >50        |